# Patrick Fugit
Pour les articles homonymes, voir Fugit.
Patrick Raymond Fugit, né le 27 octobre 1982 à Salt Lake City (États-Unis), est un acteur américain. Il est notamment connu pour le premier rôle dans le film Presque célèbre en 2000 et pour celui du personnage principal de Kyle Barnes dans la série télévisée Outcast.

## Biographie
Fugit est né à Salt Lake City, dans l'Utah. Sa mère, Jan Clark-Fugit, est professeur de danse et son père, Bruce, est un ingénieur électricien. Il est le plus âgé de trois enfants. Il a une sœur, Jocelyn et un frère, Colin.

## Filmographie

### Cinéma
- 2000 : Presque célèbre (Almost Famous) : William Miller
- 2002 : Laurier blanc (White Oleander) : Paul Trout
- 2002 : Spun : Frisbee
- 2004 : Dead Birds : Sam
- 2004 : Saved! : Patrick
- 2005 : The Amateurs : Emmett
- 2006 : Petits suicides entre amis (Wristcutters: A Love Story) de Goran Dukić : Zia
- 2006 : Bickford Shmeckler's Cool Ideas de Scott Lew : Bickford Shmeckler
- 2008 : L'Assistant du vampire (Cirque du Freak: The Vampire's Assistant) : Evra von / Snake boy
- 2009 : Les Cavaliers de l'Apocalypse (Horsemen) : Corey
- 2011 : Nouveau Départ (We Bought a Zoo) : Robin Jones
- 2012 : Sex Therapy (Thanks for Sharing) : Dany
- 2014 : Gone Girl de David Fincher
- 2015 : Queen of Earth : Rich
- 2016 : The List d'Harris Goldberg : Alex
- 2018 : First Man : Le Premier Homme sur la Lune (First Man) de Damien Chazelle : Elliot See
- 2019 : Robert the Bruce de Richard Gray
- 2022 : Babylon de Damien Chazelle : officier Elwood

### Télévision

#### Séries télévisées
- 2002 : Urgences : Shaun Simmons
- 2006 : Dr House (House M.D.) : Jack
- 2016 : Outcast : Kyle Barnes
- 2020 : Treadstone : Stephen Haynes

### Jeux vidéo
- 2020 : The Last of Us Part II : Owen